# HD 169142
HD 169142 är en Herbig-Ae/Be-stjärna i den mellersta delen av stjärnbilden  Skytten. Den har en skenbar magnitud av ca 8,16 och kräver ett mindre teleskop för att kunna observeras. Baserat på parallax enligt Gaia Data Release 2 på ca 8,7 mas, beräknas den befinna sig på ett avstånd på ca 375 ljusår (ca 115 parsek) från solen. Den rör sig närmare solen med en heliocentrisk radialhastighet på ca -3 km/s.

## Egenskaper
HD 169142 är en vit till blå underjättestjärna av spektralklass A9 III/IVe. som roterar långsamt och har en relativt låg stjärnaktivitet för en Herbig-Ae/Be-stjärna. Den har en massa som är ca 1,7 solmassor, en radie som är ca 1,6 solradier och har ca 8,6 gånger solens utstrålning av energi från dess fotosfär vid en effektiv temperatur av ca 7 700 K.
HD 169142 misstänks vara en dubbelstjärna med en separation av 9,9 AE.

## Planetsystem
Stjärnan är omgiven av en komplex, snabbt utvecklande protoplanetär skiva med två luckor. Under perioden 1995-2005 har skivans inre kant flyttat inåt med 0,3 AE. Förutom koncentriska stoftringar innehåller skivan spiral- och klotformiga strukturer. Skivans stoft är rikt på polycykliska aromatiska kolväten och kolmonoxid.
Den första exoplaneten, av typen superjupiter betecknad HD 169142b, misstänktes 2013 ha skurit ut en lucka i den protoplanetära skivan och avbildades direkt 2014. Knuten som kan vara en ackretionsskiva runt en yttre exoplanet, HD 169142c, upptäcktes 2015.
| Planet                 | Massa            | Halv storaxel (AE) | Siderisk omloppstid (d) | Excentricitet | Inklination | Radie |  |
| ---------------------- | ---------------- | ------------------ | ----------------------- | ------------- | ----------- | ----- |  |
| b                      | ≥ 2,2+1,8-1,2 MJ | 35,4               | -                       | -             | -           | -     |  |
| c hypotetisk           | ≥ 0,2 – 2,1      | 50                 | -                       | -             | -           | -     |  |
| protoplanetarisk skiva | 20 - 250 AE      |                    |                         |               | 13°         | -     |  |